# Puchar Świata juniorów w łyżwiarstwie szybkim 2010/2011
Puchar Świata juniorów w łyżwiarstwie szybkim 2010/2011 był trzecią edycją tej imprezy. Cykl rozpoczął się w Calgary 19 listopada 2010 roku, a zakończył 6 marca 2011 w Groningen.
Puchar Świata rozegrany został w 7 miastach, w 7 krajach, na 3 kontynentach. 

## Medaliści zawodów

### Kobiety
| Lp.      | Data                 | Miejscowość     | Konkurencja            | 1 miejsce          | 2 miejsce          | 3 miejsce          |
| -------- | -------------------- | --------------- | ---------------------- | ------------------ | ------------------ | ------------------ |
| 1. PŚJ   | 19-21 listopada 2010 | Calgary         | 500 m (19.11)          | Brianne Tutt       | Kate Hanly         | Kali Christ        |
| 1. PŚJ   | 19-21 listopada 2010 | Calgary         | 1500 m (19.11)         | Kali Christ        | Kate Hanly         | Victoria Spence    |
| 1. PŚJ   | 19-21 listopada 2010 | Calgary         | 500 m (20.11)          | Brianne Tutt       | Kate Hanly         | Kali Christ        |
| 1. PŚJ   | 19-21 listopada 2010 | Calgary         | 3000 m (20.11)         | Brianne Tutt       | Victoria Spence    | Kali Christ        |
| 1. PŚJ   | 19-21 listopada 2010 | Calgary         | 1000 m (21.11)         | Brianne Tutt       | Kate Hanly         | Petra Acker        |
| 2. PŚJ   | 20-21 listopada 2010 | Tomakomai       | 500 m (20.11)          | Erina Kamiya       | Kim Hyun-yung      | Misaki Oshigiri    |
| 2. PŚJ   | 20-21 listopada 2010 | Tomakomai       | 1000 m (20.11)         | Misaki Oshigiri    | Kim Hyun-yung      | Erina Kamiya       |
| 2. PŚJ   | 20-21 listopada 2010 | Tomakomai       | 3000 m (20.11)         | Kim Bo-reum        | Risa Takayama      | Nana Takahashi     |
| 2. PŚJ   | 20-21 listopada 2010 | Tomakomai       | 500 m (21.11)          | Kim Hyun-yung      | Erina Kamiya       | Misaki Oshigiri    |
| 2. PŚJ   | 20-21 listopada 2010 | Tomakomai       | 1500 m (21.11)         | Kim Bo-reum        | Misaki Oshigiri    | Risa Takayama      |
| 3. PŚJ   | 27-28 listopada 2010 | Zakopane        | 500 m (27.11)          | Jekatierina Ajdowa | Yvonne Daldossi    | Lotte van Beek     |
| 3. PŚJ   | 27-28 listopada 2010 | Zakopane        | 1000 m (27.11)         | Lotte van Beek     | Jekatierina Ajdowa | Tatiana Sokirko    |
| 3. PŚJ   | 27-28 listopada 2010 | Zakopane        | 3000 m (27.11)         | Pien Keulstra      | Tatiana Uszakowa   | Anna Czernowa      |
| 3. PŚJ   | 27-28 listopada 2010 | Zakopane        | 500 m (28.11)          | Jekatierina Ajdowa | Britt van der Star | Lotte van Beek     |
| 3. PŚJ   | 27-28 listopada 2010 | Zakopane        | 1500 m (28.11)         | Pien Keulstra      | Lotte van Beek     | Letitia de Jong    |
| 4. PŚJ   | 28-29 stycznia 2011  | Baselga di Pinè | 500 m (29.01)          | Yvonne Daldossi    | Lotte van Beek     | Doreen Lamb        |
| 4. PŚJ   | 28-29 stycznia 2011  | Baselga di Pinè | 1000 m (29.01)         | Lotte van Beek     | Angelina Golikowa  | Doreen Lamb        |
| 4. PŚJ   | 28-29 stycznia 2011  | Baselga di Pinè | 3000 m (29.01)         | Pien Keulstra      | Tatiana Uszakowa   | Irene Schouten     |
| 4. PŚJ   | 28-29 stycznia 2011  | Baselga di Pinè | 500 m (30.01)          | Doreen Lamb        | Lotte van Beek     | Yvonne Daldossi    |
| 4. PŚJ   | 28-29 stycznia 2011  | Baselga di Pinè | 1500 m (30.01)         | Lotte van Beek     | Letitia de Jong    | Pien Keulstra      |
| 5. PŚJ   | 4-6 lutego 2011      | Milwaukee       | 500 m (5.02)           | Kali Christ        | Brianne Tutt       | Jerica Tandiman    |
| 5. PŚJ   | 4-6 lutego 2011      | Milwaukee       | 1500 m (5.02)          | Kali Christ        | Brianne Tutt       | Petra Acker        |
| 5. PŚJ   | 4-6 lutego 2011      | Milwaukee       | 1000 m (5.02)          | Kali Christ        | Brianne Tutt       | Petra Acker        |
| 5. PŚJ   | 4-6 lutego 2011      | Milwaukee       | 3000 m (5.02)          | Petra Acker        | Rebekah Dyrud      | Kali Christ        |
| 5. PŚJ   | 4-6 lutego 2011      | Milwaukee       | 500 m (6.02)           | Kali Christ        | Jerica Tandiman    | Rebekah Dyrud      |
| 6. PŚ/MŚ | 25-26 lutego 2011    | Seinäjoki       | 500 m (25.02)          | Jekatierina Ajdowa | Karolína Erbanová  | Hanne Haugland     |
| 6. PŚ/MŚ | 25-26 lutego 2011    | Seinäjoki       | 1500 m (25.02)         | Karolína Erbanová  | Pien Keulstra      | Hege Bøkko         |
| 6. PŚ/MŚ | 25-26 lutego 2011    | Seinäjoki       | 1000 m (26.02)         | Karolína Erbanová  | Hege Bøkko         | Kali Christ        |
| 6. PŚ/MŚ | 25-26 lutego 2011    | Seinäjoki       | 3000 m (26.02)         | Park Do-young      | Kim Bo-reum        | Pien Keulstra      |
| 6. PŚ/MŚ | 25-26 lutego 2011    | Seinäjoki       | 500 m (27.02)          | Karolína Erbanová  | Kim Hyun-yung      | Jekatierina Ajdowa |
| 6. PŚ/MŚ | 25-26 lutego 2011    | Seinäjoki       | Bieg drużynowy (27.02) | Korea Południowa   | Japonia            | Kanada             |
| 7. PŚJ   | 5-6 marca 2011       | Groningen       | 1000 m (5.03)          | Jekatierina Ajdowa | Kim Hyun-yung      | Letitia de Jong    |
| 7. PŚJ   | 5-6 marca 2011       | Groningen       | 3000 m (5.03)          | Kim Bo-reum        | Pien Keulstra      | Natsumi Kado       |
| 7. PŚJ   | 5-6 marca 2011       | Groningen       | 500 m (6.03)           | Jekatierina Ajdowa | Kim Hyun-yung      | Doreen Lamb        |
| 7. PŚJ   | 5-6 marca 2011       | Groningen       | 1500 m (6.03)          | Kim Bo-reum        | Pien Keulstra      | Misaki Oshigiri    |
| 7. PŚJ   | 5-6 marca 2011       | Groningen       | Bieg drużynowy (6.03)  | Japonia            | Kanada             | Stany Zjednoczone  |

#### Klasyfikacje
| Lp. | Zawodnik           | Punkty |
| --- | ------------------ | ------ |
| 1.  | Jekatierina Ajdowa | 420    |
| 2.  | Kim Hyun-yung      | 350    |
| 3.  | Doreen Lamb        | 267    |
| 4.  | Hanne Haugland     | 246    |
| 5.  | Lotte van beek     | 246    |
| 6.  | Erina Kamiya       | 233    |
| 7.  | Yvonne Daldossi    | 221    |
| 8.  | Kali Christ        | 218    |
| 9.  | Elina Risku        | 197    |
| 10. | Karolína Erbanová  | 180    |

| Lp. | Zawodnik           | Punkty |
| --- | ------------------ | ------ |
| 1.  | Lotte van Beek     | 250    |
| 2.  | Jekatierina Ajdowa | 222    |
| 3.  | Kim Hyun-yung      | 205    |
| 4.  | Kali Christ        | 195    |
| 5.  | Letitia de Jong    | 1 57   |
| 6.  | Angelina Golikowa  | 141    |
| 7.  | Misaki Oshigiri    | 128    |
| 8.  | Doreen Lamb        | 123    |
| 9.  | Karolína Erbanová  | 100    |
| 10. | Brianne Tutt       | 98     |

| Lp. | Zawodnik          | Punkty |
| --- | ----------------- | ------ |
| 1.  | Pien Keulstra     | 285    |
| 2.  | Kim Bo-reum       | 245    |
| 3.  | Kali Christ       | 225    |
| 4.  | Lotte van Beek    | 204    |
| 5.  | Misaki Oshigiri   | 177    |
| 6.  | Brianne Tutt      | 154    |
| 7.  | Letitia de Jong   | 145    |
| 8.  | Petra Acker       | 111    |
| 9.  | Karolína Erbanová | 100    |
| 10. | Hanne Haugland    | 88     |

| Lp. | Zawodnik         | Punkty |
| --- | ---------------- | ------ |
| 1.  | Pien Keulstra    | 290    |
| 2.  | Kim Bo-reum      | 280    |
| 3.  | Jessica Beckert  | 155    |
| 4.  | Brianne Tutt     | 143    |
| 5.  | Tatiana Uszakowa | 140    |
| 6.  | Natsumi Kado     | 121    |
| 7.  | Rebekah Dyrud    | 106    |
| 8.  | Nana Takahashi   | 102    |
| 9.  | Park Do-yeong    | 100    |
| 10. | Anna Czernowa    | 95     |

| Lp. | Zawodnik          | Punkty |
| --- | ----------------- | ------ |
| 1.  | Japonia           | 230    |
| 2.  | Kanada            | 190    |
| 3.  | Stany Zjednoczone | 165    |
| 4.  | Rosja             | 112    |
| 5.  | Niemcy            | 107    |
| 6.  | Korea Południowa  | 100    |
| 7.  | Włochy            | 100    |
| 8.  | Holandia          | 90     |
| 9.  | Kazachstan        | 90     |
| 10. | Chiny             | 50     |

### Mężczyźni
| Lp.      | Data                 | Miejscowość     | Konkurencja            | 1 miejsce                   | 2 miejsce                   | 3 miejsce                   |
| -------- | -------------------- | --------------- | ---------------------- | --------------------------- | --------------------------- | --------------------------- |
| 1. PŚJ   | 19-21 listopada 2010 | Calgary         | 500 m (19.11)          | Martin Corbett              | Ryan Bailey                 | Alec Janssens               |
| 1. PŚJ   | 19-21 listopada 2010 | Calgary         | 1500 m (19.11)         | Alec Janssens               | Valentin Antonio Anghel     | Charles Stangl              |
| 1. PŚJ   | 19-21 listopada 2010 | Calgary         | 500 m (20.11)          | Valentin Antonio Anghel     | Axel Morin                  | Alec Janssens               |
| 1. PŚJ   | 19-21 listopada 2010 | Calgary         | 3000 m (20.11)         | Valentin Antonio Anghel     | Alec Janssens               | Connor McConvey             |
| 1. PŚJ   | 19-21 listopada 2010 | Calgary         | 1000 m (21.11)         | Alec Janssens               | Valentin Antonio Anghel     | Charles Stangl              |
| 2. PŚJ   | 20-21 listopada 2010 | Tomakomai       | 500 m (20.11)          | Kim Seong-kyu               | Junya Miwa                  | Shunsuke Nakamura           |
| 2. PŚJ   | 20-21 listopada 2010 | Tomakomai       | 1500 m (20.11)         | Li Bailin                   | Taro Kondo                  | Junya Miwa                  |
| 2. PŚJ   | 20-21 listopada 2010 | Tomakomai       | 500 m (21.11)          | Kim Seong-kyu               | Junya Miwa                  | Tsubasa Hasegawa            |
| 2. PŚJ   | 20-21 listopada 2010 | Tomakomai       | 1000 m (21.11)         | Kim Seong-kyu               | Junya Miwa                  | Shunsuke Nakamura           |
| 2. PŚJ   | 20-21 listopada 2010 | Tomakomai       | 3000 m (21.11)         | Ko Tae-hoon                 | Kouta Mimura                | Tomoya Watanabe             |
| 3. PŚJ   | 27-28 listopada 2010 | Zakopane        | 500 m (27.11)          | Paweł Kuliżnikow            | Jrosław Wikulin             | Andriej Panow               |
| 3. PŚJ   | 27-28 listopada 2010 | Zakopane        | 1500 m (27.11)         | Sverre Lunde Pedersen       | Thomas Krol                 | Maurice Vriend              |
| 3. PŚJ   | 27-28 listopada 2010 | Zakopane        | 500 m (28.11)          | Paweł Kuliżnikow            | Andriej Panow               | David Bosa                  |
| 3. PŚJ   | 27-28 listopada 2010 | Zakopane        | 1000 m (28.11)         | Maurice Vriend              | Paweł Kuliżnikow            | Sverre Lunde Pedersen       |
| 3. PŚJ   | 27-28 listopada 2010 | Zakopane        | 1000 m (28.11)         | Frank Hermans               | Sverre Lunde Pedersen       | Maurice Vriend              |
| 4. PŚJ   | 29-30 stycznia 2011  | Baselga di Pinè | 500 m (29.01)          | David Bosa                  | Tommi Pulli                 | Denis Kowal                 |
| 4. PŚJ   | 29-30 stycznia 2011  | Baselga di Pinè | 1000 m (29.01)         | Maurice Vriend              | Thomas Krol                 | Aron Romeijn                |
| 4. PŚJ   | 29-30 stycznia 2011  | Baselga di Pinè | 3000 m (29.01)         | Simen Spieler Nilsen        | Kristian Reistad Fredriksen | Maurice Vriend              |
| 4. PŚJ   | 29-30 stycznia 2011  | Baselga di Pinè | 500 m (30.01)          | Tommi Pulli                 | Maurice Vriend              | Jarosław Wikulin            |
| 4. PŚJ   | 29-30 stycznia 2011  | Baselga di Pinè | 1500 m (30.01)         | Maurice Vriend              | Håvard Holmefjord Lorentzen | Kristian Reistad Fredriksen |
| 5. PŚJ   | 4-6 lutego 2011      | Milwaukee       | 500 m (4.02)           | Mac Blumel                  | Charles Stangl              | Martin Corbett              |
| 5. PŚJ   | 4-6 lutego 2011      | Milwaukee       | 3000 m (4.02)          | Alec Janssens               | Charles Stangl              | Martin Corbett              |
| 5. PŚJ   | 4-6 lutego 2011      | Milwaukee       | 1500 m (5.02)          | Alec Janssens               | Martin Corbett              | Charles Stangl              |
| 5. PŚJ   | 4-6 lutego 2011      | Milwaukee       | 500 m (6.02)           | Martin Corbett              | Mac Blumel                  | Joakim Albert               |
| 5. PŚJ   | 4-6 lutego 2011      | Milwaukee       | 1000 m (6.02)          | Martin Corbett              | Mac Blumel                  | Alec Janssens               |
| 6. PŚ/MŚ | 25-26 lutego 2011    | Seinäjoki       | 500 m (25.02)          | Kim Seong-kyu               | Laurent Dubreuil            | Tsubasa Hasegawa            |
| 6. PŚ/MŚ | 25-26 lutego 2011    | Seinäjoki       | 3000 m (25.02)         | Sverre Lunde Pedersen       | Kristian Reistad Fredriksen | Simen Spieler Nilsen        |
| 6. PŚ/MŚ | 25-26 lutego 2011    | Seinäjoki       | 500 m (26.02)          | Kim Seong-kyu               | Laurent Dubreuil            | Tsubasa Hasegawa            |
| 6. PŚ/MŚ | 25-26 lutego 2011    | Seinäjoki       | 1500 m (26.02)         | Sverre Lunde Pedersen       | Li Bailin                   | Håvard Holmefjord Lorentzen |
| 6. PŚ/MŚ | 25-26 lutego 2011    | Seinäjoki       | 5000 m (26.02)         | Sverre Lunde Pedersen       | Kristian Reistad Fredriksen | Simen Spieler Nilsen        |
| 6. PŚ/MŚ | 25-26 lutego 2011    | Seinäjoki       | 1000 m (27.02)         | Kim Seong-kyu               | Tommi Pulli                 | Maurice Vriend              |
| 6. PŚ/MŚ | 25-26 lutego 2011    | Seinäjoki       | Bieg drużynowy (27.02) | Holandia                    | Norwegia                    | Japonia                     |
| 7. PŚJ   | 5-6 marca 2011       | Groningen       | 1000 m (5.03)          | Håvard Holmefjord Lorentzen | Laurent Dubreuil            | Tommi Pulli                 |
| 7. PŚJ   | 5-6 marca 2011       | Groningen       | 3000 m (5.03)          | Frank Hermans               | Maurice Vriend              | Kristian Reistad Fredriksen |
| 7. PŚJ   | 5-6 marca 2011       | Groningen       | 500 m (6.03)           | Kim Seong-kyu               | Laurent Dubreuil            | Junya Miwa                  |
| 7. PŚJ   | 5-6 marca 2011       | Groningen       | 1500 m (6.03)          | Maurice Vriend              | Håvard Holmefjord Lorentzen | Frank Hermans               |
| 7. PŚJ   | 5-6 marca 2011       | Groningen       | Bieg drużynowy (9.03)  | Holandia                    | Norwegia                    | Japonia                     |

#### Klasyfikacje
| Lp. | Zawodnik          | Punkty |
| --- | ----------------- | ------ |
| 1.  | Kim Seong-kyu     | 450    |
| 2.  | Denis Koval       | 308    |
| 3.  | Laurent Dubreuil  | 280    |
| 4.  | Tsubasa Hasegawa  | 280    |
| 5.  | David Bosa        | 257    |
| 6.  | Junya Miwa        | 235    |
| 7.  | Shunsuke Nakamura | 215    |
| 8.  | Martin Corbett    | 205    |
| 9.  | Andriej Panow     | 192    |
| 10. | Jarosław Wikulin  | 189    |

| Lp. | Zawodnik                    | Punkty |
| --- | --------------------------- | ------ |
| 1.  | Maurice Vriend              | 245    |
| 2.  | Kim Seong-kyu               | 240    |
| 3.  | Havard Holmefjord Lorentzen | 210    |
| 4.  | Tommi Pulli                 | 210    |
| 5.  | Laurent Dubreuil            | 165    |
| 6.  | Yaroslav Vikulin            | 142    |
| 7.  | Martin Corbett              | 118    |
| 8.  | Tsubasa Hasegawa            | 117    |
| 9.  | Alec Janssens               | 103    |
| 10. | Junya Miwa                  | 100    |

| Lp. | Zawodnik                    | Punkty |
| --- | --------------------------- | ------ |
| 1.  | Maurice Vriend              | 275    |
| 2.  | Havard Holmefjord Lorentzen | 230    |
| 3.  | Thomas Krol                 | 215    |
| 4.  | Frank Hermans               | 185    |
| 5.  | Simen Spieler Nilsen        | 172    |
| 6.  | Alec Janssens               | 154    |
| 7.  | Sverre Lunde Pedersen       | 150    |
| 8.  | Kristian Reistad Fredriksen | 131    |
| 9.  | Li Bailin                   | 130    |
| 10. | Park Seok-min               | 125    |

| Lp. | Zawodnik                    | Punkty |
| --- | --------------------------- | ------ |
| 1.  | Frank Hermans               | 275    |
| 2.  | Maurice Vriend              | 250    |
| 3.  | Kristian Reistad Fredriksen | 225    |
| 4.  | Simen Spieler Nilsen        | 200    |
| 5.  | Sverre Lunde Pedersen       | 140    |
| 6.  | Alec Janssens               | 135    |
| 7.  | Havard Holmefjord Lorentzen | 120    |
| 8.  | Jonas Pflug                 | 110    |
| 9.  | Shota Nakamura              | 103    |
| 10. | Aleksiej Suworow            | 96     |

| Lp. | Zawodnik          | Punkty |
| --- | ----------------- | ------ |
| 1.  | Holandia          | 250    |
| 2.  | Norwegia          | 200    |
| 3.  | Japonia           | 175    |
| 4.  | Włochy            | 130    |
| 5.  | Rosja             | 135    |
| 6.  | Niemcy            | 103    |
| 7.  | Kanada            | 92     |
| 8.  | Stany Zjednoczone | 75     |
| 9.  | Chiny             | 50     |
| 10. | Korea Południowa  | 45     |